# Alexandre de Berea
Alexandre de Berea (en llatí Alexander, en grec antic Ἀλέξανδρος) fou un militar macedoni nascut a Berea que va sufocar la revolta de Demetri, fill de Filip III de Macedònia, a Heraclea l'any 179 aC, segons diu Titus Livi.